# Liberalització econòmica
En termes econòmics i en un sentit ampli, s'entén per liberalització el procés pel qual es passa d'una economia subjecta al control de l'Estat a una economia de mercat. Suposa sempre un canvi de mans públiques (Estat) a mans privades (empresa de forma jurídica), tant de la propietat privada de la companyia com dels beneficis que aquesta informe, siguin de l'índole que siguin. En política, la liberalització s'associa amb el liberalisme clàssic i el neoliberalisme. La liberalització, en definitiva, és "l'eliminació dels controls" per fomentar el desenvolupament econòmic.
Molts països han seguit el camí de la liberalització econòmica durant els anys 80, 90 i el segle xxi, amb l'objectiu declarat de mantenir o augmentar la seva competitivitat com a entorns empresarials. Les polítiques de liberalització poden incloure, sovint, la privatització parcial o completa de les institucions governamentals i dels bens de propietat estatal, una flexibilitat laboral més gran, tipus impositius més baixos per a les empreses, menys restriccions per al capital nacional i estranger, mercat obert, etc.
Als països en desenvolupament, la liberalització econòmica es refereix més a la liberalització o una "obertura" més gran de les seves respectives economies al capital i a les inversions estrangeres. Tres de les economies en desenvolupament de més ràpid creixement actuals, el Brasil, la Xina i l'Índia han aconseguit un ràpid creixement econòmic en els darrers anys o dècades, en part, per haver liberalitzat les seves economies al capital estranger.

## Portant-ho a terme
El procés segueix diferents camins segons els casos, i està generalment sotmès al control de l'Organització Mundial del Comerç (OMC) i del Fons Monetari Internacional (FMI).
1. Modificació de les normes jurídiques que regeixen les empreses, permetent la llibertat de creació i comerç, intern i extern, així com la plena capacitat d'una empresa per a participar en altres mitjançant la creació de societats mercantils privades.
2. La regulació del mercat laboral, amb plenes garanties de llibertat sindical, tant per a l'afiliació a un sindicat com per la seva creació. Reconeixement del dret de vaga dels treballadors.
3. La desregulació dels preus de la majoria dels productes.
4. La lliure circulació de capitals, si no total, almenys atenuant les restriccions.
5. L'establiment d'una política monetària que permeti la fixació del valor de la moneda local d'acord amb el mercat internacional.
6. La conversió de les empreses públiques no estratègiques en empreses privades, mitjançant la creació de societats anònimes. Aquest procés es coneix com a privatització.
7. L'autorització per a la creació o establiment d'empreses financeres no dependents de l'Estat.

## Desregulació
En un sentit més restrictiu, s'entén per liberalització tot procés que accentua les tesis de l'economia de mercat en el sentit de reducció de la capacitat de l'Estat per intervenir directament o indirectament en l'economia de un país.
Liberalització no és necessàriament igual a desregulació, ja que es pot permetre l'entrada de nous operadors (extingint un oligopoli), però alhora garantint certes condicions de preus màxims o qualitat mínima als usuaris.

## Riscos de la liberalització del comerç
La liberalització del comerç comporta riscos substancials que requereixen una acurada gestió econòmica mitjançant la regulació adequada dels governs. Alguns sostenen que els proveïdors estrangers desplacen als proveïdors nacionals i en lloc de conduir a la inversió i la transferència de coneixements, permeten als proveïdors i accionistes estrangers "capturar els beneficis per a ells mateixos, tenint els diners fora del país". Per tant, sovint s'argumenta la necessitat de protecció per permetre que les empreses nacionals tinguin l'oportunitat de desenvolupar-se abans que siguin exposades a la competència internacional. També se sosté que l'actual sistema de mercat no és un mercat lliure en absolut, sinó que és un mercat privatitzat (és a dir, els mercats es poden 'comprar'). Altres riscos resultants de la liberalització, inclouen:
- Risc d'inestabilitat del sector financer resultants de contagi global[3]
- Risc de fugida de cervells[3]
- Risc de deteriorament del medi ambient[3]
- Risc d'una espiral del deute a causa de la disminució dels ingressos fiscals entre altres problemes econòmics (sovint vinculades amb la reestructuració de l'FMI, com ha passat a l'estat de Kansas).[4]

No és estrany que els proveïdors privats vulguin 'treure el greix' dels clients més rendibles i deixar de servir a certs grups no rendibles de consumidors o de zones geogràfiques. No obstant això, aquests perills podrien abordar-se mitjançant la regulació i per unes obligacions de servei universal en els contractes, o en l'atorgament de les llicències. Per descomptat, això comporta el risc que aquesta barrera d'entrada dissuadirà als competidors internacionals entrin en el mercat (vegeu la desregulació).